# Crkva sv. Petke – Venerande u Sutomoru
Crkva sv. Petke – Venerande je dvooltarska, zajednička srpsko-pravoslavna i rimokatolička crkva. Po nekim kazivanjima je sagrađena u doba vladavine Nemanjića na tom prostoru u 13. stoljeću (1270. godine), na Spičanskom polju u današnjem Sutomoru, Crna Gora. Danas crkva pripada u pravoslavnoj jurisdikciji Mitropoliji crnogorsko-primorskoj, a u rimokatoličkoj, Kotorskoj biskupiji, a ne Barskoj nadbiskupiji. Granica ove dvije biskupije je rijeka Željeznica u Baru, gdje su ranije graničile Austro-Ugarska i Osmansko Carstvo, a kasnije, kratko, Austro-Ugarska i Kneževina Crna Gora.

## Povijest
Na tom prostoru se preklapaju utjecaji pravoslavlja, katolicizma i islama kao i raznih politika, kroz povijest, tako su mnogi vjerski objekti prelazili iz jedne vjere u drugu, a neki su postali i zajednički. Kada bi jačala politička moć katolika, pravoslavne crkve su pretvarane u katoličke i preimenovane iz sv. Petke u sv. Anu, ili bar u sv. Venerandu i sl. Kada pravoslavni brojčano (doseljavanja pravoslavaca u primorje) ili politički (doba Nemanjića) nadvladaju na nekom prostoru, dešavalo se da neke katoličke crkve ili kapele, pa čak i samostani, postanu pravoslavni. Dvooltarske crkve je spomenuo i nadbiskup Andrija Zmajević: U Spiču je 12 crkava zajedničkih naših i srpskih. Glavna je sv. Tekle. Mletačka Republika kao katolička država je imala dugoročnu politiku koja je imala cilj pokatoličavanje pravoslavnih i koliko je moguće talijanizaciju domaćeg stanovništva, bez razlike vjere. Zato su u doba vladavine Mletačke Republike na ovom prostoru u mnogim crkvama uvođeni i katolički oltari, s ciljem da se vremenom i narod pokatoliči. Tako je i ova crkva svete Petke dobila i katolički oltar. Danas je na tom katoličkom oltaru ikona na kojoj piše Santa Veneranda – Sv. Petka. Pravoslavni danas posjeduju crkvu do podne, a poslijepodne je katolička. 1995. godine protupravno je bio uklonjen katolički oltar iz zajedničke crkve Sv. Petke u Sutomoru. Građena je od lomljenog kamena i oltarom je okrenuta ka istoku. Najprije je crkva sv. Petke bila pravoslavni vjerski objekt, da bi kasnije dobila i drugi katolički oltar, što je i vidljivo unutar crkve, u kojoj katolički oltar nije na glavnom mjestu, nego je smješten uz južni zid crkve. Pored crkve je bilo groblje pripadnika obje vjere, a danas je u dvorištu crkve samo nekoliko grobova, od kojih su najbolje očuvana dva groba djece, od kojih je jedno dijete katoličko, a drugo pravoslavno. Pravoslavni svečano liturgijski obilježavaju blagdan 8. kolovoza, a 2019. je liturgiju služio metropolit crnogorsko-primorski Amfilohije Radović s ostalim svećenicima.

## Vanjske poveznice
|  | Zajednički poslužitelj ima još gradiva o temi Crkva sv. Petke – Venerande u Sutomoru |